# Cossé-en-Champagne
Cossé-en-Champagne é uma comuna francesa na região administrativa da Pays de la Loire, no departamento de Mayenne. Estende-se por uma área de 20,88 km². Em 2010 a comuna tinha 338 habitantes (densidade: 16,2 hab./km²).